# Soulamea cardioptera
Soulamea cardioptera är en bittervedsväxtart som beskrevs av Henri Ernest Baillon. Soulamea cardioptera ingår i släktet Soulamea och familjen bittervedsväxter. Inga underarter finns listade i Catalogue of Life.